# Oasi naturale Bosco Camerine
L'Oasi naturale Bosco Camerine è un'oasi della Campania istituita nel 1999.
Occupa una superficie di circa 100 ha nella provincia di Salerno in località Bosco Camerine.  Confina con il Parco nazionale del Cilento.

## Storia
Dopo secoli di deforestazione, operata da contadini e pastori, il residuo polmone verde di Albanella è stato salvato grazie all'istituzione nel 1995 dell'Oasi naturalistica "Bosco Camerine" gestita dal settembre 1999 dal WWF in convenzione con il comune di Albanella.

## Territorio
L'Oasi, inserita tra le aree contigue del Parco Nazionale del Cilento e Vallo di Diano, protegge 111 ettari di bosco che si sviluppano lungo il fianco scosceso di una collina per un'altezza sul livello del mare compresa tra i 130 e i 390 metri. L'accesso alla riserva è su Via Camerine secondo snc, in località Bosco Camerine.

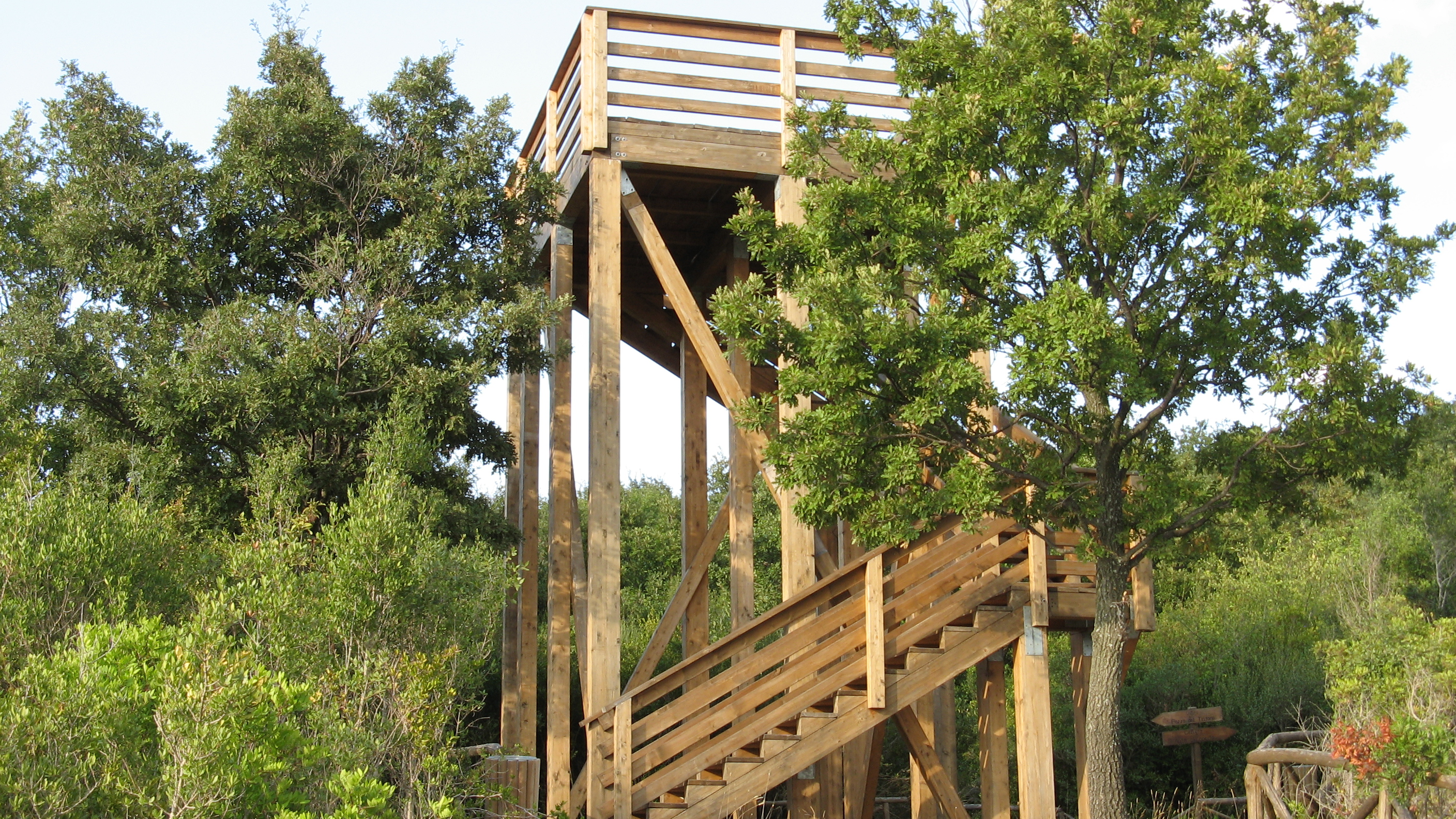
Torre panoramica

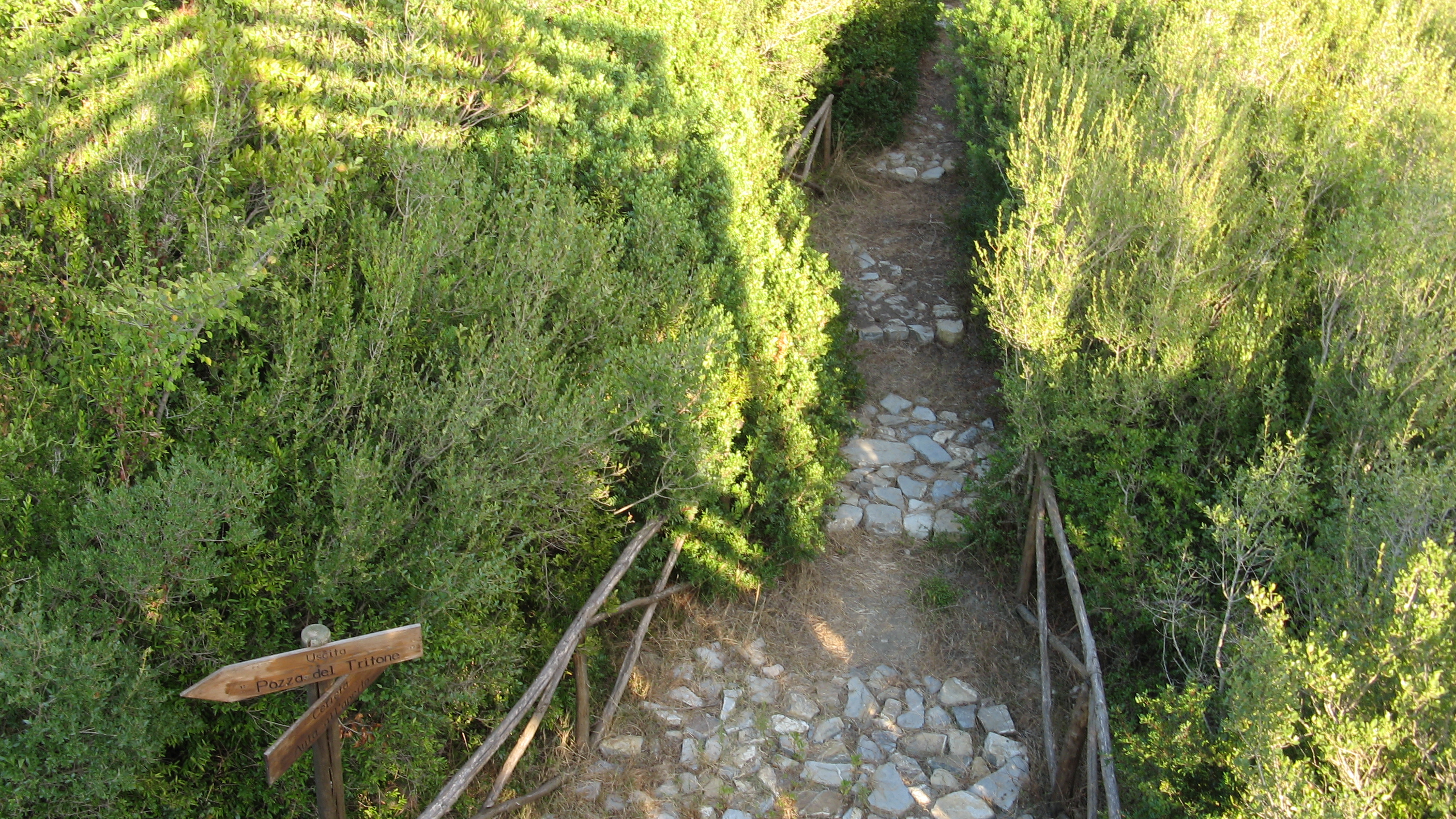
Sentiero

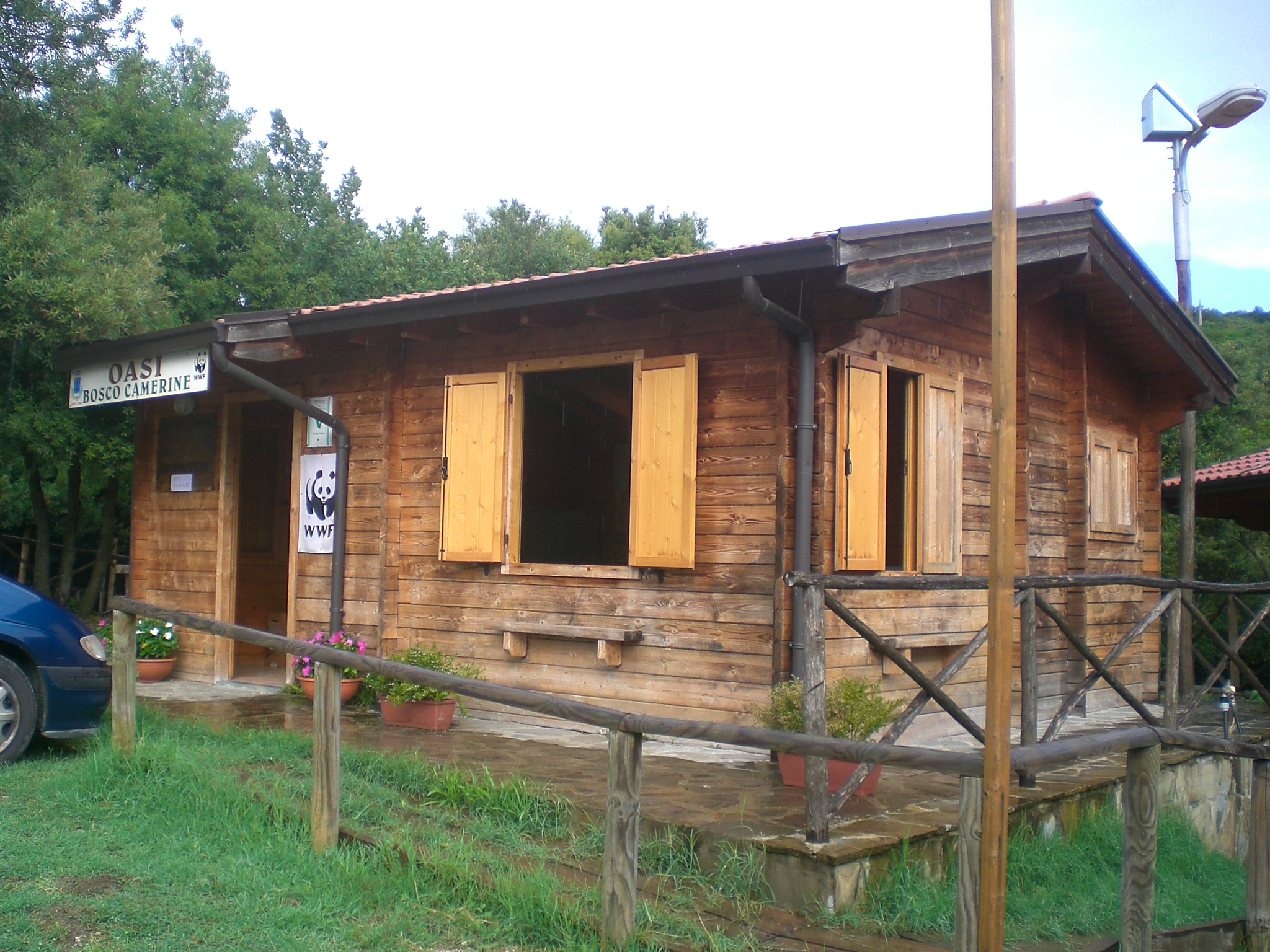
Centro visite

## Strutture e attività
L'Oasi è aperta tutto l'anno e sia nel centro storico di Albanella che all'ingresso dell'area protetta sono presenti dei Centri visita. Per gli appassionati vi sono diversi sentieri che attraversano il bosco, arricchiti da pannelli illustrativi sulla fauna e sulla flora residente.
Nei pressi dell'ingresso "ovest" la Comunità Montana ha realizzato una torre di avvistamento in legno, aperta a tutti, che permette di avere una splendida visuale su tutta l'area protetta.

## Fauna
All'interno dell'area protetta trovano rifugio diverse specie di animali selvatici tra cui la volpe, il tasso, la donnola, la faina, la biscia dal collare, il tritone meridionale e tra gli uccelli il cardellino, il cuculo, la ghiandaia ed il verzellino.

## Flora
L'oasi è un ottimo esempio di macchia mediterranea, sopravvissuta all'opera di deforestazione che ha interessato i terreni circostanti oggi agricoli. Alla lecceta mista si alternano radure e aree prative che lasciano il posto ad ovest a vere e proprie praterie aride (xerogramineti) e a terreni pietrosi, mentre a quota maggiore il bosco si compone soprattutto di latifoglie.